# 宇甘東村
宇甘東村（うかいひがしそん）は、岡山県御津郡にあった村。現在の岡山市北区の一部にあたる。

## 地理
旭川支流・宇甘川の中下流域に位置していた。

## 歴史
- 1889年（明治22年）6月1日、町村制の施行により、津高郡高津村、下田村、宇甘村、中泉村が合併して村制施行し、宇甘東村が発足[1][2]。旧村名を継承した高津、下田、宇甘、中泉の4大字を編成[2]。
- 1900年（明治33年）4月1日、郡の統合により御津郡に所属[1][2]。
- 1953年（昭和28年）4月1日、御津郡牧山村・宇垣村・金川町・宇甘西村、赤磐郡五城村・葛城村と合併し御津郡御津町を新設して廃止された[1][2]。合併後、御津町大字高津・下田・宇甘・中泉となる[2]。

## 産業
- 農業、養蚕[2]